# Home banking

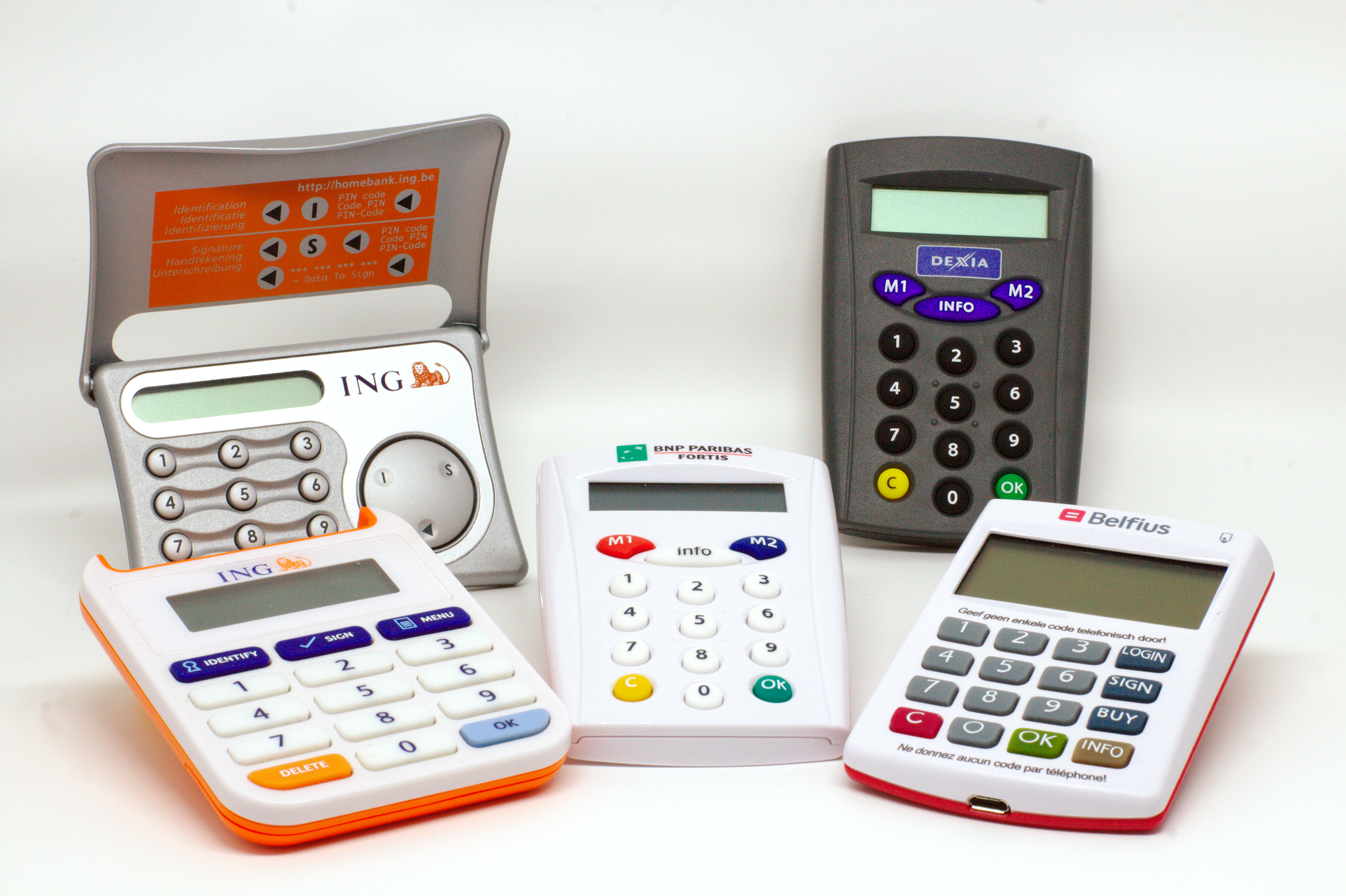
Dispositivo per la generazione di token di sicurezza per l'online banking.

Home banking (o internet banking; in italiano per la IATE telebanca, banca telematica o banca a domicilio) indica quei servizi bancari che consentono al cliente di effettuare operazioni bancarie da casa o dall'ufficio, mediante collegamento telematico.
Anche detta banca online o banca via internet, prevede che le operazioni bancarie siano effettuate dai clienti degli istituti di credito tramite una connessione remota con la propria banca, funzionalità resasi possibile con la nascita e lo sviluppo di Internet e delle reti di telefonia cellulare.

## Descrizione
Sotto il generico titolo di home banking sono infatti ricompresi sia servizi bancari di internet banking - che implicano una connessione con l'istituto bancario per mezzo di una rete informatica e tramite appositi portali web - che quelli di mobile banking - per i quali l'accesso avviene tramite reti GSM, GPRS e UMTS - come anche il phone banking che permette l'accesso ai servizi bancari per mezzo della rete di telefonia fissa e, solitamente, tramite l'utilizzo di sistemi di Interactive Voice Response o di operatori di call center.
La telebanca ha avuto una grandissima diffusione negli ultimi anni anche in Italia.
L'introduzione di questo sistema, oltre ad interessare le banche già esistenti, ha recentemente permesso la nascita di banche totalmente on-line (conti on-line "puri") per le quali le operazioni bancarie possono essere effettuate esclusivamente in rete (tali istituti di credito non possiedono, cioè, sportelli aperti al pubblico): queste ultime praticano condizioni d'interesse spesso migliori rispetto a quelle praticate sui conti correnti delle banche "tradizionali" e con costi di tenuta conto pari, o prossimi, allo zero. Ciò è reso possibile dall'abbattimento dei costi lavorativi e delle infrastrutture necessarie all'attività bancaria.
Alcuni dei servizi di home banking attualmente più diffusi sono:
- Visione dell'estratto conto
- Bonifici bancari on-line
- Operazioni di ricarica del cellulare
- Pagamenti on-line

L'adozione di sistemi di telebanca ha portato vantaggi sia alle banche che ai clienti degli istituti di credito: per la banca l'adozione di tali servizi comporta l'allargamento del target di clientela, potendo estendere i propri servizi anche all'estero, nonché una riduzione dei costi lavorativi; i clienti beneficiano invece della maggior comodità (accesso non geograficamente né temporalmente limitato) dei servizi di home banking e del loro minor costo rispetto ai servizi off-line.

## Nel mondo

### Italia
Una delle prime banche a proporre un servizio di telebanca a larga diffusione fu Cariplo nel 1995. Il servizio richiedeva l'installazione di un client sul proprio PC ed aveva un costo per l'utente: in apparente contraddizione con la riduzione dei costi ottenuta dalla banca, rispetto alle operazioni allo sportello, veniva infatti considerata un'opzione da far pagare al cliente.
Un cambiamento in questo modello ci fu a, partire nel 1999, quando altri istituti bancari adottarono l'approccio opposto ed attirando numerosi clienti con un'offerta di home banking gratuito e l'accesso attraverso browser. Successivamente la maggior parte dei grossi gruppi bancari hanno azzerato i costi del servizio di telebanca.
Negli ultimi anni, lo sviluppo dei sistemi di home banking ha consentito la creazione di conti online con finalità diverse.